# Jürgen Gerlach
Jürgen Gerlach (Castrop-Rauxel, 23 de diciembre de 1948) es un deportista alemán que compitió para la RFA en piragüismo en la modalidad de eslalon. Ganó dos medallas de bronce en el Campeonato Mundial de Piragüismo en Eslalon, en los años 1969 y 1971.

## Palmarés internacional
| Campeonato Mundial | Campeonato Mundial            | Campeonato Mundial | Campeonato Mundial |
| Año                | Lugar                         | Medalla            | Competición        |
| ------------------ | ----------------------------- | ------------------ | ------------------ |
| 1969               | Bourg-Saint-Maurice (Francia) | Medalla de bronce  | K1 por equipos     |
| 1971               | Merano (Italia)               | Medalla de bronce  | K1 por equipos     |